# Jacometto Veneziano

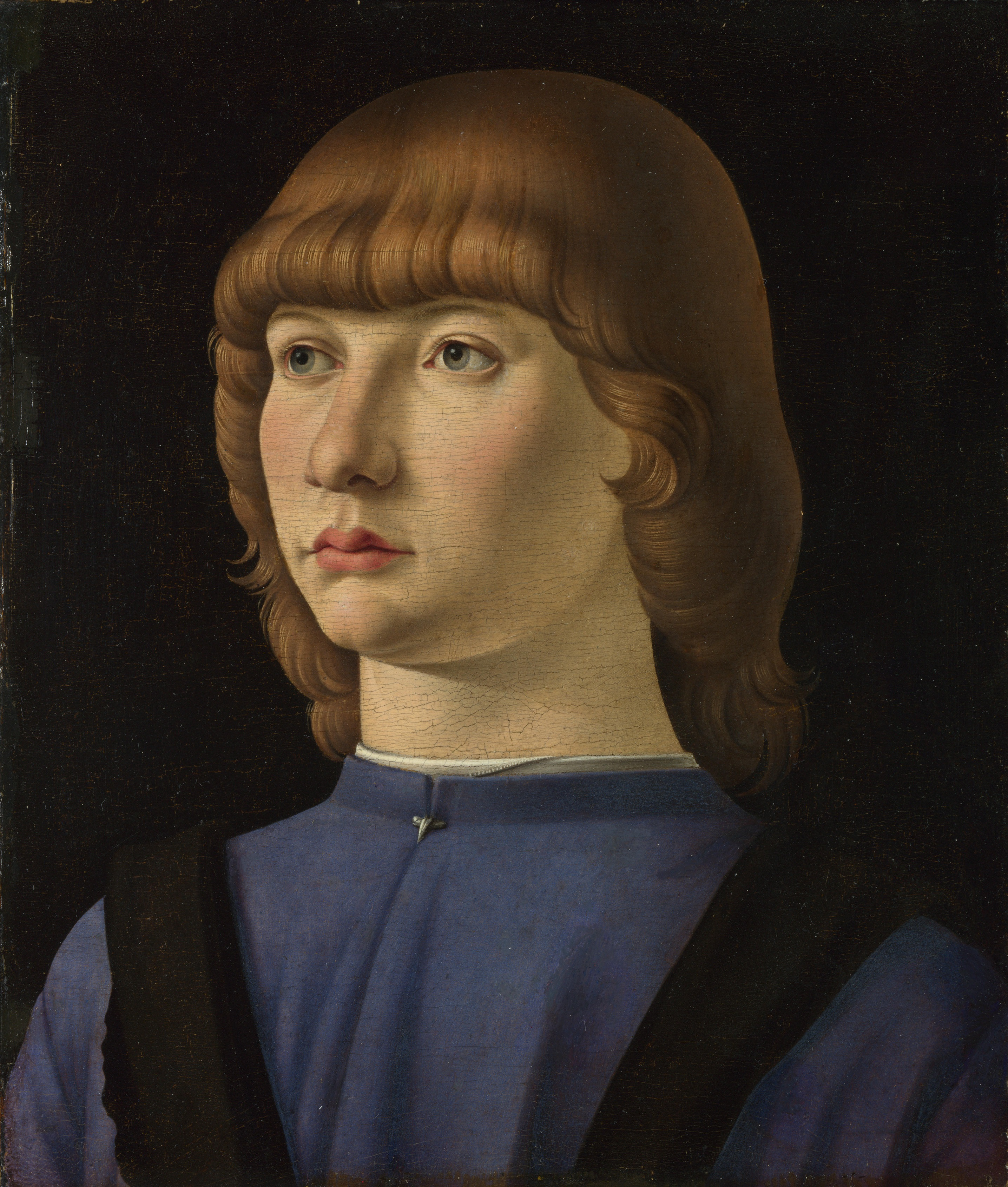
Porträtt av en ung man

Jacometto Veneziano var en venetiansk konstnär, verksam omkring 1472–97..
Jacometto Veneziano omnämns av Giorgio Vasari som Venedigs ledande miniatyrmålare. Stilistiskt ankyter han bland annat till Antonello da Messina och Giovanni Bellini.